# Operatore registrato
Un operatore registrato, nel campo delle accise, è una persona autorizzata dall'amministrazione fiscale a ricevere durante l'esercizio della propria attività economica prodotti sottoposti ad accisa in regime sospensivo.
Un operatore registrato possiede un codice di accisa, e deve garantire il pagamento dell'accisa dei prodotti che riceve, ma si differenzia da un deposito fiscale in quanto non può detenere o spedire prodotti in regime sospensivo.
Un operatore non registrato può comunque occasionalmente ricevere merce in regime sospensivo, previa apposita dichiarazione all'ufficio tecnico di finanza e garanzia del pagamento dell'accisa.